# Maicon (calciatore 2000)
Maicon Araújo dos Santos, noto semplicemente come Maicon (Itabuna, 26 aprile 2000), è un calciatore brasiliano, difensore del Levski Sofia.